# طيران روس
طيران روس RUS Aviation هي شركة شحن جوي يقع مقرها الرئيسي في الشارقة، الإمارات العربية المتحدة، ومقرها في مطار الشارقة الدولي.

## العمليات
تعد شركة روس واحدة من مشغلي وموردي طائرات IL76 وAN12 في دولة الإمارات العربية المتحدة والمنطقة. وتقدم الخدمات التالية: تجميع البضائع، تأجير الطائرات في الإمارات العربية المتحدة، المناولة الأرضية، تخطيط الرحلات الجوية، تصاريح الهبوط، التزود بالوقود. وتقوم بتشغيل رحلات شحن منتظمة وعارضة.

## الوجهات
وفقًا للمُعلن حتى أبريل 2023، قامت الشركة بتشغيل خدمات الشحن المجدولة إلى الوجهات التالية:
أفغانستان
- كابول - مطار كابول الدولي

العراق
- بغداد - مطار بغداد الدولي
- البصرة - مطار البصرة الدولي
- أربيل - مطار أربيل الدولي
- السليمانية - مطار السليمانية الدولي

قيرغيزستان
- بيشكيك - مطار ماناس الدولي

طاجيكستان
- دوشنبه - مطار دوشنبه الدولي

الإمارات العربية المتحدة
- الشارقة - قاعدة مطار الشارقة الدولي
- دبي - مطار آل مكتوم الدولي

## الأسطول

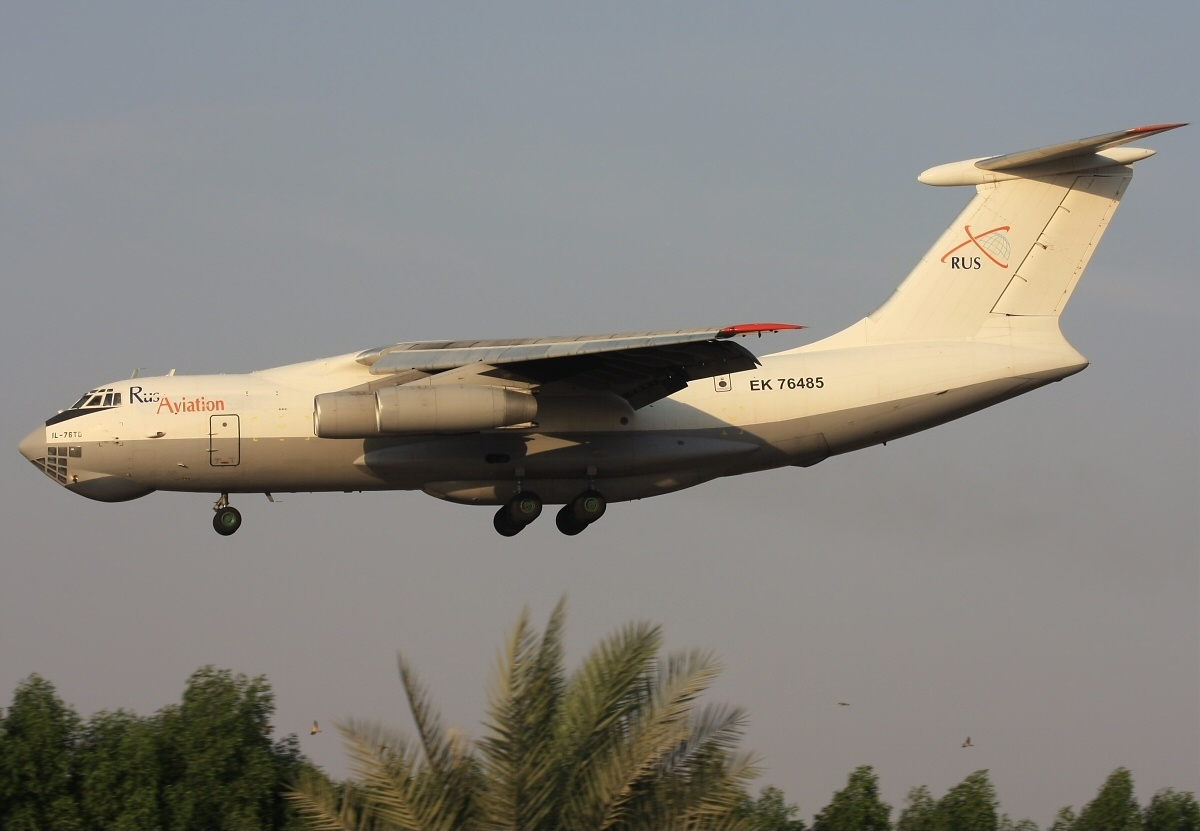
طائرة إليوشن إيل-76 تي دي تابعة لشركة روس للطيران

حتى أبريل 2023، كان أسطول طيران الشركة يتكون من الطائرات التالية:
| الطائرات               | في الخدمة | طلبات | ملحوظات |
| ---------------------- | --------- | ----- | ------- |
| طائرة إيرباص A300-600F | 2         | —     |         |
| إليوشن Il-76TD         | 1         | —     |         |
| المجموع                | 3         | —     |         |

## معلومات عامة
- تظهر طائرة إليوشن Il-76 التابعة للشركة في برنامج توب جير Top Gear Middle East Special وهي تهبط في أربيل، العراق. رقم التسجيل EK-76808.

## روابط خارجية
- الموقع الرسمي